# Reuseb
Reuseb is een bestuurslaag in het regentschap Pidie Jaya van de Indonesische provincie Atjeh. Reuseb telt 434 inwoners (volkstelling 2010).